# Distorted Lullabies
Distorted Lullabies är det officiella debutalbumet av den amerikanska rockgruppen Ours, utgivet den 15 maj 2001 på DreamWorks Records.

## Låtlista
All text och musik är skriven av Jimmy Gnecco. 
1. "Fallen Souls" – 4:00
2. "Drowning" – 3:37
3. "I'm A Monster" – 3:30
4. "Sometimes" – 3:53
5. "Miseryhead" – 3:10
6. "Here Is The Light" – 4:47
7. "Medication" – 3:40
8. "Dancing Alone" – 4:10
9. "Bleed" – 3:42
10. "Dizzy" – 4:30
11. "Meet Me In The Tower" – 4:26
12. "As I Wanter" – 3:57